# جون كيو. أ. براكيت
جون كيو. أ. براكيت هو محامي وسياسي أمريكي، ولد في 8 يونيو 1842 في Bradford, New Hampshire ‏ في الولايات المتحدة، وتوفي في 6 أبريل 1918 في أرلينغتون ‏ في الولايات المتحدة. نشط حزبياً في الحزب الجمهوري. وقد انتخب عضو مجلس نواب ماساتشوستس ‏ وانتخب حاكم ماساتشوستس ‏ (7 يناير 1890 – 8 يناير 1891).